# Nihat Ertuğ
Nihat Rıza Ertuğ (29 settembre 1915 – ...) è stato un cestista turco.

## Carriera
Ha giocato nel Galatasaray; alle Olimpiadi del 1936 ha disputato una partita con la maglia della Turchia.